# Detlef Pirsig
Detlef Pirsig (* 22. Oktober 1945 in Schwerin; † 9. Dezember 2019 in Mülheim) war ein deutscher Fußballspieler und -trainer. Er spielte viele Jahre für den MSV Duisburg und kam zwischen 1965 und 1977 bei 337 Bundesligapartien zum Einsatz.

## Spielerlaufbahn
Pirsig wurde in Schwerin geboren. Er hatte in seiner Kindheit nahe der dänischen Grenze und in Osnabrück gelebt, ehe er im Alter von 16 Jahren in den Duisburger Ortsteil Meiderich zog. Der damalige Vermieter der Familie war Anhänger des Meidericher SV (ab 1967 MSV Duisburg) und initiierte Detlefs Anmeldung in der Jugendmannschaft des Vereins. Der Jugendliche hatte zuvor eine Laufbahn beim Nachbarverein Hamborn 07 ins Auge gefasst. Bereits bei den A-Junioren entwickelte er eine harte Spielweise, für die er als Profi bekannt war und die sich insbesondere in einer entsprechenden Zweikampfführung äußerte. Er trug daher den Spitznamen „Eisenfuß“.
1965 rückte der Abwehrspieler aus der Jugend des MSV in die Profimannschaft auf. Anfangs diente er lediglich als Reservist, erst am 12. März 1966 bei einer 0:1-Niederlage gegen Eintracht Braunschweig absolvierte er sein Debüt in der Bundesliga. Am Einzug ins DFB-Pokalfinale 1966 hatte der damals 20-Jährige ebenfalls keinen direkten Anteil und stand auch bei der 2:4-Endspielniederlage gegen den FC Bayern München nicht auf dem Feld. In der folgenden Zeit wurde er regelmäßiger aufgeboten, während für die Ruhrgebietsmannschaft zunehmend der Kampf gegen den Abstieg im Vordergrund stand. In der Sommerpause 1968 kam es zum Abschied einiger Stammspieler ohne hinreichende Kompensation durch Neuzugänge. Dies begünstigte, dass Pirsig unter Trainer Robert Gebhardt zu einem festen Bestandteil der ersten Elf avancierte und fortan über Jahre kaum ein Pflichtspiel verpasste. Trotz der geringen finanziellen Ausstattung hielten sich die Meidericher in der Liga. Dies war auch das Verdienst ihrer starken Abwehrreihe rund um Pirsig, die 1968/69 mit 37 Gegentoren die zweitwenigsten Treffer hinter dem Meister FC Bayern München zuließ.
Zu Beginn der 1970er Jahre rückten mit Bernard Dietz, Klaus Wunder, Rudi Seliger und Ronald Worm mehrere künftige Nationalspieler in den Kader auf, während Pirsig in der Defensive ein Leistungsträger blieb und zeitweise auch Mannschaftskapitän war. Auch in diesen Jahren spielte das Team meist gegen den Abstieg, dennoch wurde im DFB-Pokal 1974/75 ein wichtiger Erfolg verbucht. Im Endspiel führte Pirsig 1975 die Elf als Kapitän auf den Platz, die gegen Eintracht Frankfurt eine 0:1-Niederlage durch ein Tor von Karl-Heinz Körbel hinnehmen musste. Dennoch war durch die Finalteilnahme die Qualifikation für den UEFA-Pokal 1975/76 geglückt, was Pirsig die erstmalige Teilnahme an einem europäischen Wettbewerb ermöglichte. Durch eine unglückliche Niederlage gegen Lewski Sofia endete das Turnier für die Duisburger in der zweiten Runde.
Da es bei Pirsig nie zu nennenswerten Verletzungspausen oder Leistungseinbrüchen kam, war er fast ununterbrochen gesetzt und verpasste zwischen 1968 und 1977 lediglich acht Bundesligapartien. In seinen letzten Jahren in Duisburg stabilisierte sich die Mannschaft und nahm jeweils Positionen im Tabellenmittelfeld ein. 1977 verabschiedete sich der 31-Jährige nach 337 Bundesligaspielen mit neun Toren vom MSV, um beim BV Lüttringhausen in der Landesliga den Posten als Spielertrainer zu übernehmen. Zwischen 1982 und 1984 bestritt er für diesen Verein 48 Zweitligapartien mit vier Toren und beendete mit 38 Jahren endgültig seine Spielerlaufbahn.

## Wirken als Trainer und Funktionär
Ab 1977 wirkte er als Spielertrainer beim BV Lüttringhausen, mit dem er 1982/83 den Aufstieg in die Zweite Bundesliga schaffte. Dort musste er das Traineramt abgeben, um weiter spielberechtigt zu sein. Nach dem Abstieg des BVL trainierte Pirsig von 1984 bis 1986 den Wuppertaler SV in der drittklassigen Oberliga Nordrhein. Zur Spielzeit 1986/87 übernahm er seinen ebenfalls in die drittklassige Oberliga Nordrhein abgestiegenen Ex-Verein MSV Duisburg, welchen er 1989 in die 2. Bundesliga zurückführen konnte. Mit diesem Erfolg verabschiedete er sich zugleich aus Duisburg und ging erneut zum BV Lüttringhausen, inzwischen in BVL 08 Remscheid umbenannt. 1991 glückte ihm auch mit diesem Verein – der sich 1990 mit dem VfB Remscheid zum FC Remscheid zusammengeschlossen hatte – die Qualifikation für die zweithöchste deutsche Spielklasse. Während der Saison 1993/94 übernahm er zeitweilig den Amateurverein Schwarz-Weiß Essen, ehe er ab 1996 ein weiteres Mal in Remscheid wirkte. In der Sommerpause 1998 verabschiedete er sich dort endgültig und wechselte zum Oberligisten FC Wegberg-Beeck, dem er für ein Jahr als Trainer zur Verfügung stand.
Zum 1. November 2000 übernahm er das Amt des Sportdirektors beim MSV Duisburg und trat zudem kurz darauf in dessen Vorstand ein. In den nachfolgenden Jahren kämpfte der Zweitligist vornehmlich gegen den Abstieg. Intern gab es zudem Differenzen zwischen Pirsig und Trainer Seppo Eichkorn, welche im Mai 2001 zu Eichkorns Entlassung führten. Den Posten des Sportdirektors gab Pirsig im Frühjahr 2003 ab und war anschließend im Nachwuchsbereich des Vereins beschäftigt. Seiner Funktion im Vorstand ging er bis 2005 nach. Auch nach dem Eintritt ins Rentenalter blieb er der Altherrenmannschaft des MSV treu und besuchte weiterhin jedes Heimspiel der Profimannschaft. 2014 wurde er zum Ehrenmitglied des Vereins ernannt und kurz darauf auch in dessen siebenköpfigen Ehrenrat aufgenommen.
Pirsig litt unter Demenz und lebte zuletzt in einem Pflegeheim. Er starb am 9. Dezember 2019 nach schwerer Krankheit in einem Mülheimer Krankenhaus.